# Réal Godbout
Réal Godbout (né à Montréal en 1951) est un scénariste et dessinateur québécois de bande dessinée. Il est l’un des principaux et plus importants artisans du succès du magazine Croc des années 1970 et 1980. Il a également créé en compagnie de Pierre Fournier la série Michel Risque basée sur le personnage Michel Risque créé par Godbout en 1975 et le mythique personnage de Red Ketchup,,,.

## Biographie
Au début des années 70, ses bandes sont publiées principalement dans des périodiques tels BD, L’Illustré, ainsi que dans le quotidien Le Jour.
Réal Godbout se joint dès le premier numéro au magazine Croc pour lequel il crée en compagnie de Pierre Fournier la série Michel Risque basée sur le personnage de Michel Risque créé par Godbout en 1975 et le mythique personnage de Red Ketchup issu des aventures de Michel Risque qui prend vie dans sa propre série dans le magazine Titanic.
Godbout travaille également comme illustrateur et produit une série de bandes dessinées pour le magazine Les Débrouillards. À partir de 1999, il enseigne la bande dessinée à l’École multidisciplinaire de l’image de l’Université du Québec en Outaouais. Il est élu au Temple de la renommée de la bande dessinée canadienne en 2009.
En 2013, Godbout fait paraître à La Pastèque son adaptation du roman de Kafka, L’Amérique ou Le disparu,,,.
En 2015, on voit brièvement le dessinateur dans son propre rôle dans le film Paul à Québec du réalisateur François Bouvier, basé sur la bande dessinée de Michel Rabagliati. En 2017, il participe à l'élaboration de l'ouvrage historique collectif 1792 - À main levée qui retrace, sous forme de BD, l'histoire parlementaire du Bas-Canada.
En 2023, il lance aux Éditions de la Pastèque son roman graphique Heureux qui comme Ugo, ouvrage qu’il co-signe avec son fils Robin,,.
Réal Godbout travaille présentement à un 10e album de Red Ketchup, de même qu’à une série d’animation basée sur ce personnage culte de la bande dessinée québécoise qu’il a co-créé avec Pierre Fournier,,,,. Réalisée par Martin Villeneuve et produite par Jacques Bilodeau chez Sphère Animation, la série est diffusée sur Télétoon la nuit,,,,,. Elle est l’émission la plus regardée de Télétoon la nuit, la diffusion des 10 premiers épisodes ayant même surclassé Les Simpsons au Québec. La chaîne a enregistré une croissance de 23 % en 2023 grâce à la mise en ondes de cette série mettant en vedette le célèbre agent du FBI. La diffusion des épisodes 11 à 20 a débuté le 5 octobre 2023,.

## Publications
- L’Amérique, ou le disparu, d’après le roman L'Amérique de Franz Kafka, éd. de La Pastèque, 2013[27]

### Albums
- Michel Risque avec Pierre Fournier[28] :

1. Le savon maléfique, « Croc Albums » (1981) / Réédition, tome 1, La Pastèque (2005)
2. Michel Risque en vacances, « Croc Albums » (1982) / Réédition, tome 2, La Pastèque (2005)
3. Cap sur Poupoune, « Croc Albums » (1984) / Réédition, tome 3, La Pastèque (2006)
4. Le droit chemin, tome 4, La Pastèque (2006)
5. Destination Z, tome 5, La Pastèque (2007)

- Red Ketchup avec Pierre Fournier :

1. La vie en rouge, tome 1, La Pastèque (2007)
2. Kamarade Ultra, Logiques, coll. « Croc Albums » (1988) / Réédition, tome 2, La Pastèque (2008)
3. Red Ketchup contre Red Ketchup, Logiques, coll. « Croc Albums » (1992) / Réédition, tome 3, La Pastèque (2009)
4. Red Ketchup s’est échappé !, Logiques, coll. « Croc Albums » (1994) / Réédition, tome 4, La Pastèque (2010)
5. Le couteau Aztèque, tome 5, La Pastèque (2012)
6. L’oiseau aux sept surfaces, tome 6, La Pastèque (2013)
7. Échec au King, tome 7, La Pastèque (2015)
8. Red Ketchup en Enfer, tome 8, La Pastèque (2016)[29]
9. Élixir X, tome 9, La Pastèque (2017)

- Quand je serai mort, avec Laurent Chabin, La Pastèque (2019)

### Albums collectifs
- Un moment d’impatience ! (2014, ouvrage collectif au profit d'un organisme)[30], Éditions Les Impatients.
- 1792 À main levée (2017, ouvrage historique)[31],[32], avec Vincent Giard, VoRo, Vanessa Lalonde, Christian Blais (historien), Magali Paquin (conseillère historique), ..., Les Publications du Québec.
- René Lévesque — Quelque chose comme un grand homme, 2021, à titre de dessinateur du chapitre 6 : Lévesque vs Lévesque (scénario de Marc Tessier), Éditions Moelle Graphik, Québec.

## Prix et distinctions
- 2023 :  Finaliste Prix des libraires du Québec catégorie Bande dessinée — Volet adulte Québec au Gala du Prix des libraires pour René Lévesque — Quelque chose comme un grand homme, éditions Moelle graphik[33],[34] ;
- 2022 :  Finaliste Prix Bédélys Québec (meilleur album publié par une maison d’édition québécoise) au gala des Bédélys pour René Lévesque — Quelque chose comme un grand homme, éditions Moelle graphik[35] ;
- 2022 :  Finaliste Prix Bédéis causa — Grand Prix de la Ville de Québec (meilleur album de langue française publié au Québec par un ou des auteur.e.s canadien.ne.s) au gala des Bédéis Causa pour René Lévesque — Quelque chose comme un grand homme, éditions Moelle graphik[36] ;
- 2009 :  Prix Joe-Shuster - Temple de la renommée de la bande dessinée canadienne[37].

## Expositions
En 2013, Réal Godbout fait partie de l’exposition au Musée Des Beaux Arts de Montréal, "La BD s’expose au Musée" pour le 15e anniversaire de la maison d’édition La Pastèque.